# Connor De Phillippi
Connor De Phillippi (ur. 25 grudnia 1992 roku w San Clemente) – amerykański kierowca wyścigowy.

## Życiorys

### Początki kariery
Phillippi rozpoczął karierę w wyścigach samochodowych w 2008 roku od startów w Skip Barber Western Regional Series, gdzie ośmiokrotnie stawał na podium, a pięciokrotnie na jego najwyższym stopniu. Uzbierane 519 punktów zapewniło mu tytuł mistrza serii. W tym samym roku był szósty w Skip Barber National Presented by Mazda. Rok później kontynuował starty w serii Skip Barber National Presented by Mazda zdobywając kolejny mistrzowski tytuł. Było to możliwe dzięki siedmiu zwycięstwom w czternastu wyścigach sezonu. W 2009 roku startował również w seriach z cyklu Formuły Ford. Startował jednak głównie w pojedynczych wyścigach. Zwyciężył w wyścigu Formuła Ford 1600 – Walter Hayes Trophy, a w Festiwalu Formuły Ford był dziewiąty.

### Star Mazda
W 2010 roku Amerykanin startował w bolidzie JDC Motorsports w ramach serii Star Mazda Championship. Na torze w Atlancie pierwszy raz stanął na podium oraz odniósł pierwsze zwycięstwo. Z dorobkiem 417 punktów uplasował się na najniższym stopniu podium klasyfikacji generalnej. Rok później na podium stawał sześciokrotnie, w tym czterokrotnie zwyciężał. Uzbierał łącznie 401 punktów, co dało mu tytuł wicemistrza serii.

### Serie Porsche
W 2013 roku Phillippi dołączył do stawki Niemieckiego Pucharu Porsche Carrera z polską ekipą Förch Racing. Na torze Zandvoort Circuit otarł się o podium, jednak nigdy na podium nie stanął. Zajął dziewiąte miejsce w końcowej klasyfikacji kierowców. Na 2014 rok przedłużył kontrakt z zespołem Förch Racing by Lukas Motorsport. Został również kierowcą tej ekipy w Porsche Supercup. W dziesięciu wyścigach zdobył 41 pkt., co pozwoliło zająć mu 11. miejsce. Nieopuściwszy polskiego zespołu w kolejnym sezonie zaprezentował się najlepiej, zajmując 12. miejsce w klasyfikacji generalnej, jedną pozycję wyżej od Roberta Lukasa.